# 弾劾
弾劾（だんがい、英: Impeachment、インピーチメント）とは、身分保障された官職にある者を、義務違反や非行などの事由で、議会の訴追によって罷免し、処罰する手続き。弾劾主義。これにちなみ相手を非難する表現にもなっている。

## 日本
日本の弾劾制度は以下の2種類があり、いずれも弾劾裁判の形式を採っている。
1. 日本国憲法第64条に基づき裁判官弾劾法に定める弾劾裁判 - 裁判官に対して裁判官弾劾裁判所が行う。
2. 国家公務員法第9条に定める弾劾裁判 - 人事院を構成する人事官に対して最高裁判所が行う。

国会議員に対する弾劾制度は無い。日本国憲法第58条第2項に「両議院は、各々その会議その他の手続及び内部の規律に関する規則を定め、又、院内の秩序をみだした議員を懲罰することができる。但し、議員を除名するには、出席議員の3分の2以上の多数による議決を必要とする」と定められている。

### 裁判官弾劾裁判
裁判官に対する弾劾裁判は、20名の国会議員（衆議院・参議院の各院から10名ずつ）が委員となって構成する裁判官訴追委員会の訴追を受けて、14名の国会議員（衆参各院から7名ずつ）が裁判員となって構成する裁判官弾劾裁判所が行う。
裁判官訴追委員会、裁判官弾劾裁判所とも、国会議員によって構成され、国会に属する国家機関であるが、いずれの機関も、国会および衆参両院から独立して職務を行うとされている。
裁判官弾劾に関して衆議院の優越は認められていない。

### 人事官弾劾裁判
人事官に対する弾劾裁判は、国会の訴追を受けて、最高裁判所が行う。裁判の手続きは、国家公務員法9条の定めにより、最高裁判所の人事官弾劾裁判手続規則（）に従ってなされる。
人事官に弾劾裁判制度が設けられたのは、人事官3人をもって構成される人事院が、国家公務員の労働基本権を制限する代償的措置として設けられ、公務員の人事行政を公正に行うため、内閣の所轄の下にありながらも（国家公務員法第3条第1項）、これに対して強固な自律性を認められている点に由来している。人事院の特色から、人事官は、職務遂行に高度の公正さが要求され、高度の身分保障が必要とされることから、その罷免は内閣とは別の機関である国会および裁判所による弾劾手続きを採ることとされた。

## イギリス
弾劾裁判は、14世紀のイングランド王国に起源があるとされる。イングランド王の下で、立法・行政・司法の権限を有していた「王会 (Curia Regis) 」が、国王の任命した高官の非行を弾劾し、刑罰を科したり罷免をしたりしたのである。やがて、王会から分かれて、両院制の議会が誕生し、庶民院（下院）が訴追し、貴族院（上院）が裁判を行うようになる。しかし、議院内閣制が成立すると、庶民院は不信任決議による大臣の罷免が可能となったため、弾劾裁判の存在意義はなくなった。現在も法制度としては存在するが、1806年に海軍大臣だった初代メルヴィル子爵ヘンリー・ダンダスを罷免して以来、行われていない。
また、裁判官に対する弾劾裁判は、1701年王位継承法、1875年と1925年の最高法院法で制度が定められたが、実例はない。

## アメリカ合衆国
アメリカ合衆国の弾劾裁判制度は、イギリスの制度を継承している。合衆国憲法第2条第4節によると、
大統領、副大統領及び合衆国の全ての文官は、反逆罪、収賄罪又は其の他の重罪及び軽罪に就き弾劾され、且つ有罪の判決を受けた場合は、其の職を免ぜられる。
ここでいう「合衆国のすべての文官」には行政官以外にも連邦裁判官も含まれると解釈されており、現在までに最高裁判所裁判官のサミュエル・チェイスとその他裁判官14名が訴追されている。弾劾が成立したケースは、全て裁判官に対するものである。また行政官は公選職と政治任用職が対象とされており、それ以外の一般職員は弾劾対象とはなっていない。
下院が単純過半数の賛成に基づいて訴追し、上院が裁判し、上院出席議員の2/3多数の賛成で弾劾を決定する。しかしイギリスとは異なり、刑罰を科すことはなく、罷免するのみである。また弾劾裁判の対象に、国家元首である大統領も含まれている点に特徴がある。
弾劾裁判の審理は、通常は上院議長を兼ねる副大統領または上院仮議長が弾劾裁判長としてこれを司るが、大統領が弾劾の対象となっている場合に限っては連邦最高裁長官が弾劾裁判長としてこれを司る。また上院議員は陪審員としての責務を担う。弾劾裁判の手続きの規定は、アンドリュー・ジョンソン大統領の弾劾裁判に倣った総則があるものの、憲法的な取り決めは存在しない。
連邦議会議員への訴追は上院議員のウィリアム・ブラウントに対する例のみであるが、上院における弾劾裁判開始後に、弾劾とは別に上院決議により除名が行われ、それを理由として棄却とした。議員が弾劾の対象たるかどうかについては議論がある。一方で大統領以外の官吏への訴追はウィリアム・ワース・ベルナップ陸軍長官の例のみであるが、この場合は辞任後も弾劾手続きは進められ、無罪判決が下っている。裁判官に対する弾劾裁判では、被告人が辞任した場合には棄却している。
ウォーターゲート事件の解明を妨害したリチャード・ニクソン大統領について、1974年に下院の司法委員会は、司法妨害、権力濫用、議会侮辱を理由として、訴追勧告を決定した。この勧告に従い下院が訴追決議をする直前に、ニクソン大統領は辞任したため、弾劾裁判が開かれなかった。また、アンドリュー・ジョンソン大統領とビル・クリントン大統領、ドナルド・トランプ大統領は下院による訴追決議の後、上院で弾劾裁判の審議がされたが、いずれも無罪判決を受けている。
2019年12月18日には、ドナルド・トランプ大統領による職権乱用、議会妨害を理由に民主党が作成した弾劾訴追決議案が下院にて、職権乱用について賛成230反対197、議会妨害について賛成229反対198でそれぞれ可決し、ドナルド・トランプは弾劾訴追された史上3人目の大統領となったが、2020年2月5日の上院での採決では職権乱用については有罪48票、議会妨害については有罪47票にとどまり無罪判決が下った。しかしトランプは2021年1月6日に発生した合衆国議会議事堂襲撃事件を引き起こしたとして責任を追及され、同月13日に下院は反乱の扇動を理由に弾劾訴追決議を賛成232、反対197の賛成多数で可決。トランプは2回弾劾訴追された史上初の米大統領となった。
また全ての州において、州裁判所判事や知事以下の州政府職員への弾劾権限を州議会が有する。

## 韓国
大統領、国務総理（首相）、また最高裁判所や憲法裁判官など国家の評議員に憲法違反または公法違反の行為があれば国会による弾劾提起の対象となる（大韓民国憲法第65条第1項）。国会は議員総数の3分の1以上の賛成により弾劾案を提起でき、過半数が承認すれば訴追が決定する。ただし、大統領の弾劾は成立要件がより厳しくなっており、議員総数の過半数の賛成による弾劾案の提起と、3分の2以上の賛成による承認が必要となる（同第2項）。訴追対象者は、罷免されないことが決定するまでは職権を停止される（同第3項）。罷免は最大の弾劾決定であるが、弾劾を受けたことによっても民事上・刑事上の責任は免責されない（同第4項）。
2004年3月、国会は盧武鉉大統領を訴追し、弾劾の手続きが開始されたが、5月、憲法裁判所は弾劾事由の存否につき、違法はあったが罷免理由に該当しないと結論づけ上記訴追案を棄却した。手続きの経過など詳細は、盧武鉉韓国大統領弾劾訴追を参照。
2016年12月9日、国会は賛成234票、反対56票、棄権1票、無効7票の賛成多数で可決され、朴槿恵大統領宛に19時03分、弾劾訴追議決書が送付され、その時点で憲法で規定されている権限の停止を受けた。翌2017年3月10日、韓国憲法裁判所は罷免判決を8人の判事全員の一致により下した。手続きの経過など詳細は、朴槿恵韓国大統領弾劾訴追を参照。
2024年12月14日、国会は賛成204票、反対85票、棄権3票、無効8票の賛成多数で可決され、尹錫悦大統領宛に、弾劾訴追議決書が送付され、その時点で憲法で規定されている権限の停止を受けた。翌2025年4月4日、韓国憲法裁判所は罷免判決を8人の判事全員の一致により下した。手続きの経過など詳細は、尹錫悦韓国大統領弾劾訴追を参照。

## ブラジル
2016年、ジルマ・ルセフ大統領が弾劾された。